# Covenant (gruppo musicale)
I Covenant sono un gruppo musicale elettronico svedese, formatosi a Helsingborg nel 1986.

## Storia
Verso la fine degli anni settanta e l'inizio degli anni ottanta, la musica elettronica, assieme ad alcuni dei suoi sottogeneri, divenne uno dei generi musicali preferiti in Europa negli ambienti della cultura underground. Essa acquisì favore inizialmente nelle città più grandi ed in seguito si espanse per tutto il continente, anche nelle regioni socialmente più isolate. Questo nuovo genere e stile musicale fu scoperto a ondate differenti da un gruppo di amici che vivevano ad Helsingborg, un pittoresco comune nel sud della Svezia. Eskil Simonsson, Joakim Montelius, e Clas Nachmanson, tre teenager con mutuali, giovanili curiosità per la scienza, la filosofia, e le materie collegate all'esistenza, furono affascinati dal contenuto emotivo unico offerto da questo tipo di musica, in modo specifico vennero influenzati da band come i Kraftwerk, gli Human League e dai pionieri dell'EBM Front 242 e Nitzer Ebb.
Gli amici portarono avanti questa passione anche all'università trasferendosi a Lund, una città che si trova circa a 50 chilometri a sud-est di Helsingborg. Tra un impegno accademico e una discussione riguardo alle faccende del mondo essi misero insieme un piccolo studio di registrazione nella stanza di Nachmanson e iniziarono a sperimentare con delle loro composizioni musicali. Nel 1989 per il neonato gruppo fu scelto il nome "Covenant" (in italiano "patto", "alleanza"), un nome che deriva dal tacito legame spirituale che lega i membri del gruppo.
Come Covenant, i tre produssero il loro primo pezzo "The Replicant", che poi fu distribuito dall'etichetta discografica svedese Memento Materia. "The Replicant" fu pubblicato in una a compilation nel 1992, e il pezzo colpì i responsabili dell'etichetta discografica che chiesero subito di pubblicare un intero album della band. Nel 1994, il gruppo aveva abbastanza canzoni per un album, Dreams of a Cryotank. Dreams fu ben ricevuto dalla critica e dai fan, e con il suo successo, i tre amici decisero di prendere più sul serio il loro progetto musicale. Essi così crebbero e aggiunsero più strumenti, e si prepararono a fare concerti.
Nel 1995, i Covenant suonarono ad un festival in Germania su richiesta della Off-Beat Records. La band impressionò la Off-Beat, rappresentante della A&R, la quale scritturò il gruppo il giorno seguente. Eccitati per il successo i musicisti si misero subito al lavoro per comporre un nuovo album nel 1996 Sequencer.
Con Sequencer, la band cercò di implementare la tecnica per supplire alle debolezze stilistiche trovate in Dreams essi combinarono sequencing, diverse melodie, e testi accomodati. Divenne un classico tra molti osservatori alcuni dei quali dichiararono questo lavoro come il miglior album di elettronica del decennio. Esso sarebbe stato pubblicato in tutto il mondo e diventerà una delle hit preferite nei club.
Più tardi quell'anno, l'etichetta discografica di San Francisco 21st Circuitry decise di distribuire gli album dei Covenant negli Stati Uniti, espandendo così il mercato della band. Il gruppo creò l'EP Theremin EP nEL 1997 specificatamente per il mercato americano e iniziò ad accettare date per un tour che toccava gli US ed il Canada.
Il terzo album del trio, Europa, debuttò nel 1998. Europa portava la musica più aggressiva dei Covenant, spesso distorte e la fece accomodare nel reame beat-driven del synth pop, marcando l'inizio di un'evoluzione graduale nel suono collettivo della band. Sempre nel 1998, essi perseguirono la band norvegese di black metal/Industrial metal The Kovenant (conosciuti anche come Covenant) per i diritti del nome "Covenant", argomentando che essi furono i primi ad avere quel nome. La band norvegese cambiò il proprio nome, permettendo così alle due band di procedere ognuna per la propria strada senza essere più accomunate da un nome.
I Covenant passarono il 1999 in tour, cambiarono etichetta discografica, e prepararono un nuovo album. La Off-Beat Records andò in bancarotta e la Dependent Records fu creata dagli ex dipendenti della Off Beat. Assieme ad un piccolo selezionato numero di band ex della Off-Beat, i Covenant si unirono alla Dependent. Inoltre firmarono con SubSpace Communications in Svezia, terminando il loro rapporto con la Memento Materia. Meanwhile, 21st Circuitry Records chiuse i battenti costringendo i tre a cercarsi un nuovo distributore per l'America e lo trovarono in Metropolis Records (Metropolis aveva acquistato i diritti d'autore della 21st Circuitry). Poco dopo, i primi tre album della band e l'EP Theremin furono ripubblicati in America dalla Metropolis.
United States of Mind fu pubblicato nel 2000, e con esso si attuò la conversione totale dei Covenant al synth pop. Un single intitolato Der Leiermann, cantato al tono del pezzo dell'album Like Tears in Rain, era una versione della canzone d'arte tedesca, o lied, con lo stesso titolo, cantata completamente in tedesco (ogni altra canzone dei Covenant è in inglese). 
Il testo di questa canzone è una lirica di Wilhelm Müller appartenente al ciclo di poesie "Winterreise", messo già in musica da Franz Schubert.
Un album live, Synergy (Dependent, 2000), fu pubblicato verso la fine dello stesso anno; conteneva pezzi presi dai primi quattro album della band suonati live. Il gruppo continuò nel 2002 con Northern Light, che descrissero come avente un suono più sobrio e più freddo in confronto ai loro lavori precedenti. La pubblicazione europea di Northern Light fu effettuata da Sony Music Ka2 division.
Mentre continuavano a produrre insieme la loro musica, Montelius e Simonsson avevano preso la residenza in diversi paesi; Montelius si stabilì a Barcellona, e Simonsson a Berlino, Germania. Nachmanson rimase a Helsingborg.
I Covenant pubblicarono il loro sesto album in studio, Skyshaper, nel marzo del 2006. La band fece un tour in Europa prima dell'uscita dell'album e poi decise di fare un tour negli Stati Uniti.
Nel marzo del 2007, I Covenant annunciarono che Nachmanson non sarebbe andato in tour con la band nel 2007. Al suo posto ci sarebbe stato Daniel Myer di Haujobb. In un'intervista  Su Side-Line magazine Joakim Montelius dice che non è sicuro che Clas continuerà con i Covenant. In ottobre 2007, i Covenant pubblicarono il filmato In Transit su DVD. Contiene materiale preso dal tour mondiale in supporto dell'album "Skyshaper" e documenta i viaggi della band in Europa, Nord America, Sud America e attraverso la Russia per un periodo di 18 mesi.
Nel 2008 viene ufficializzato l'addio di Nachmanson, e l'ingresso nella formazione di Daniel Myer. La band ha ufficializzato la data d'uscita del settimo Album "Modern Ruin" per gennaio 2011.

## Formazione

### Formazione attuale
- Eskil Simonsson - voce, sintetizzatori
- Joakim Montelius - sintetizzatori, seconda voce
- Daniel Myer - sintetizzatori, terza voce

### Ex componenti
- Clas Nachmanson - Engineering, produzione, synths, voci aggiuntive (fino al 2007)

## Discografia

### Album in studio
- 1994 – Dreams of a Cryotank
- 1996 – Sequencer
- 1998 – Europa
- 2000 – United States of Mind
- 2002 – Northern Light
- 2006 – Skyshaper
- 2011 – Modern Ruin
- 2013 – Leaving Babylon
- 2016 – Blinding Dark

#### Album dal vivo
- 2000 – Synergy
- 2007 – In Transit

### Singoli ed EPs
- 1995 – Figurehead
- 1996 – Stalker
- 1999 – It's Alright[5]
- 1999 – Tour De Force
- 2000 – Der Leiermann [6]
- 2000 – Dead Stars
- 2000 – Travelogue[7]
- 2002 – Call The Ships To Port
- 2003 – Bullet

### EP
- 1998 – Theremin
- 1998 – Euro
- 2006 – Brave New World EP
- 2006 – Ritual Noise EP

### Altre pubblicazioni
- 2000 - United States of Mind
- 2000 - Synergy
- 2003 - Bullet (DVD)
- 2005 - Project Gotham Racing 3 (colonna sonora)
- 2001 - Festival (colonna sonora)